# Santa Lucía-Agustinos
Santa Lucía o Santa Lucía-Solchate (Santa Luzia-Soltxate en euskera) es un barrio de la ciudad de Pamplona, Comunidad Foral de Navarra, España. El barrio también se conoce como Santa Lucía-Agustinos (Santa Luzia-Agustinoak en euskera).

## Localización
El barrio se encuentra localizado al noroeste de ciudad. Hace frontera por el norte con el municipio de Berriozar. Por el oeste limita con Orcoyen y el polígono Landaben, por el sur con el barrio de Berichitos, y por el este con el barrio de Buztintxuri y San Jorge.
En el barrio dispone del parque comercial Mercairuña. Se ubica aquí el Centro Penitenciario de Pamplona.

## Arquitectura
- Agustinos.
- Puente de Miluze.